# I grandi successi (Matia Bazar)
I grandi successi è la dodicesima raccolta dei Matia Bazar, pubblicata su CD (catalogo GA130303) dall'editore Mondadori nel 2002.

## Descrizione
CD distribuito nel 2002 in edicola come allegato alla rivista settimanale TV Sorrisi e Canzoni, testata del gruppo Arnoldo Mondadori Editore.
In realtà si tratta della ristampa di una vecchia compilation pubblicata dalla Virgin Dischi nel 1991, mai inclusa nella discografia ufficiale del gruppo.
Tutti i brani sono versioni, NON rimasterizzate, provenienti da album pubblicati prima del 1990, periodo in cui la cantante solista del gruppo era Antonella Ruggiero.
Nessun inedito, né singolo estratto.

## Tracce
L'anno indicato è quello di pubblicazione dell'album che contiene il brano.
CD
1. Vacanze romane – 4:14 (testo: Giancarlo Golzi – musica: Carlo Marrale) – 1983
2. Solo tu – 3:28 (testo: Aldo Stellita – musica: Piero Cassano, Carlo Marrale) – 1977
3. Per un'ora d'amore (versione album) – 3:59 (testo: Giovanni Belfiore, Aldo Stellita – musica: Piero Cassano, Carlo Marrale) – 1976
4. C'è tutto un mondo intorno – 4:21 (testo: Giancarlo Golzi, Aldo Stellita – musica: Antonella Ruggiero, Piero Cassano, Carlo Marrale) – 1979
5. La prima stella della sera – 4:31 (testo: Aldo Stellita – musica: Sergio Cossu, Carlo Marrale) – 1988
6. Fantasia – 4:13 (testo: Giancarlo Golzi, Aldo Stellita – musica: Antonella Ruggiero, Carlo Marrale) – 1982
7. Mi manchi ancora – 5:28 (testo: Aldo Stellita – musica: Antonella Ruggiero, Sergio Cossu) – 1987
8. Ti sento – 4:16 (testo: Aldo Stellita – musica: Sergio Cossu, Carlo Marrale) – 1985
9. Souvenir (versione album) – 4:38 (testo: Aldo Stellita – musica: Sergio Cossu, Carlo Marrale) – 1985
10. Aristocratica – 4:56 (testo: Aldo Stellita – musica: Carlo Marrale) – 1984
11. Mister Mandarino – 3:41 (testo: Aldo Stellita – musica: Piero Cassano, Carlo Marrale) – 1978
12. Aria – 5:20 (testo: Aldo Stellita – musica: Antonella Ruggiero) – 1987
13. Stasera che sera – 3:22 (testo: Aldo Stellita – musica: Piero Cassano, Carlo Marrale) – 1976
14. Il video sono io – 3:56 (testo: Giancarlo Golzi – musica: Antonella Ruggiero) – 1983

## Formazione
Gruppo
- Antonella Ruggiero - voce solista, percussioni
- Sergio Cossu, Mauro Sabbione - tastiere
- Piero Cassano - tastiere, voce, chitarra
- Carlo Marrale - chitarre, voce
- Aldo Stellita - basso
- Giancarlo Golzi - batteria, percussioni